# Nebužely
Nebužely är en ort i Tjeckien.   Den ligger i regionen Mellersta Böhmen, i den centrala delen av landet, 40 km norr om huvudstaden Prag. Nebužely ligger 302 meter över havet och antalet invånare är 401.
Terrängen runt Nebužely är lite kuperad.Runt Nebužely är det ganska glesbefolkat, med 38 invånare per kvadratkilometer. Närmaste större samhälle är Mělník, 9,4 km sydväst om Nebužely. Trakten runt Nebužely består till största delen av jordbruksmark.